# Гутянь
Гутя́нь (кит. упр. 古田, пиньинь Gǔtián) — уезд городского округа Ниндэ провинции Фуцзянь (КНР).

## История
Уезд Гутянь был выделен из уезда Хоугуань (侯官县) в 741 году, во времена империи Тан. Впоследствии восточная часть уезда Гутянь стала частью нового уезда Ниндэ (宁德县). Во времена империи Цин в 1735 году северная часть уезда Гутянь была выделена в отдельный уезд Пиннань.
После образования КНР в 1949 году был создан Специальный район Наньпин (南平专区), и уезд вошёл в его состав. В 1963 году уезд был передан в состав Специального района Миньхоу (闽侯专区), а в 1970 году — в состав Специального района Фуань (福安专区). В 1971 году власти Специального района переехали из уезда Фуань в уезд Ниндэ, а сам специальный район был переименован в Округ Ниндэ (宁德地区).
Постановлением Госсовета КНР от 14 ноября 1999 года округ Ниндэ был преобразован в городской округ.

## Административное деление
Уезд делится на 2 уличных комитета, 7 посёлков и 5 волостей.

## Экономика
Гутянь является крупным центром выращивания и переработки грибов, в том числе тремеллы, белых и черных древесных грибов, шиитаке, бамбуковых грибов и грибов агроцибе эребия. В 2023 году объем производства свежих грибов в Гутяне составил 920 тыс. тонн, а общая стоимость грибной продукции достигла 25,5 млрд юаней (3,52 млрд долл. США).  По состоянию на 2024 год 60 % доходов сельских жителей уезда приходилось на индустрию грибоводства, а 70 % сельского населения были заняты в производстве, поставках и продаже грибов. Здесь находится крупный оптовый рынок грибов, который зимой ежедневно принимает более 1200 торговцев.